# تيري كوكس (لاعب كرة قاعدة)
تيري كوكس (بالإنجليزية: Terry Cox)‏ هو لاعب كرة قاعدة أمريكي، ولد في 30 مارس 1949 في أوديسا في الولايات المتحدة.

## وصلات خارجية
- تيري كوكس على موقعبيزبول رفرنس.كوم (الدوري الرئيسي) (الإنجليزية)